# Фридрих II фон Зомершенбург
Фридрих II фон Зомершенбург (на немски: Friedrich II von Sommerschenburg, * ок. 1100, † 19 май 1162) е пфалцграф на Саксония.

## Биография
Той е син и наследник на пфалцграф Фридрих I от Саксония († 1120) и съпругата му Аделхайд фон Лауфен (* 1075).
Фридрих II се жени за Луитгард фон Щаде (* 1110; † 1152), дъщеря на граф Рудолф I фон Щаде († 1124), маркграф на Северната марка, и графиня Рихардис фон Спонхайм, графиня на Спонхайм-Лавантал при Магдебург. Тя е сестра на Хартвиг I фон Щаде от 1148 г. архиепископ на Бремен († 1168). През 1144 г. той се развежда. Съпругата му е омъжена от нейния брат за краля на Дания Ерик III.
Фридрих II е приближен в двора на император Лотар III, на Хайнрих Лъв и Конрад III. Той е фогт на манастирите Кведлинбург, Гандерсхайм, Шьонинген, Валбек, Хелмщет, Хуйсбург, Хамерслебен, Рингелхайм и на Хамбург-Бремен и сече монети. Той не взема участие във Втория кръстоносен поход, но участва в кръстоносния поход против вендите през 1147 г.
Фридрих основава през 1136/1138 г. манастир Мариентал на Лапвалд, където е погребан в църквата.

## Деца
- Адалберт фон Зомершенбург (* 1130, † 1179), пфалцграф, женен 1154 г. за Лиутгард фон Хенеберг († 1220)
- Аделхайд III († 1 май 1184), абатиса на Гандерсхайм (1152/53 – 1184) и на Кведлинбург (1161 – 1184)
- София († 1189/90) ∞ I. граф Хайнрих I фон Ветин († 1181); II. 1182 Херман I († 1217), ландграф на Тюрингия
- Дитрих, опекун на Хайнрих II фон Ветин